# الغواصة الألمانية يو-34 (أس184)
يو-34 (أس184) غواصة من تايب 212إيه تابعة للبحرية الألمانية. إنها رابع سفينة في هذه الفئة تدخل الخدمة.
وضعت في ديسمبر 2001 من قِبل أتش دي دبليو، كيل، التي تم إطلاقها في يوليو 2006 وتم تشغيلها في 3 مايو 2007. وهي تحت رعاية مدينة شتارنبرج البافارية.

## الخدمات
تعد يو-34 حاليًا جزءًا من سرب الغواصات الأول، ومقرها فيإكرنفورده. أبحرت من إكرنفورد في 22 يناير 2009 ، متجهة إلى البحر المتوسط للمشاركة في مهمة مكافحة الإرهاب. 